# Masturbacja rozwojowa
Masturbacja rozwojowa – jeden z przynajmniej trzech rodzajów masturbacji obserwowanej w wieku rozwojowym, obok masturbacji eksperymentalnej i instrumentalnej.
Rozwój seksualny człowieka rozpoczyna się na etapie płodu. Podstawy ludzkiej seksualności początek biorą w czasie dzieciństwa, kiedy też zaczyna formować się tożsamość płciowa. Przejawiać się to może różnymi prezentowanymi przez dziecko zachowaniami, nie zawsze akceptowanymi kulturowo. Zainteresowanie rozwijającego się człowieka sferą seksualną rośnie w okresie średniego dzieciństwa, w wieku 3–7 lat. Sigmund Freud wiek 4–5 lat określał mianem fallicznej fazy rozwoju, kiedy zewnętrzne narządy płciowe stają się główną sferą erogenną dziecka. Obserwuje się wtedy między innymi masturbację, obok zachowań froterystycznych czy ekshibicjonistycznych. Ich częstość ulega redukcji po 6. roku życia. Nie oznacza to, że młoda osoba przestaje się masturbować. Aktywność ta występuje również w wieku dojrzewania, w którym może odbywać się w grupie.
W wieku rozwojowym masturbacja należy do podstawowych i pojawiających się jako pierwsze sposobów ekspresji seksualnej, chociaż występuje powszechnie także w innych grupach wiekowych (wedle polskiego podręcznika 50–60% kobiet, 90–94% mężczyzn, wedle badań amerykańskich 73,8% mężczyzn i 48,1% kobiet). Zalicza się ją do aktywności pozagenitalnych, służących przygotowaniu dziecka do przyszłych aktywności genitalnych. Maria Beisert podaje za Lwem-Starowiczem, że w wieku przedszkolnym występuje u około 40% dzieci, chociaż różne badania podają wyniki od kilku-kilkunastu do 85%.
Masturbacja polega na stymulowaniu zewnętrznych narządów płciowych przez osobę, do której rzeczone narządy należą. W najwcześniejszym okresie rozwoju rozpoznanie jej może przedstawiać pewną trudność. W jej trakcie obserwuje się pochrząkiwanie, pocenie się, kołysanie, postawy dystoniczne niemowlęcia. Zdarza się, że lekarz myli się, diagnozując bóle brzucha, kolki czy nawet napady padaczkowe. Jednakże przed okresem przedszkolnym aktywność seksualna nie jest zwykle silnie wyrażona. W różnicowaniu należy brać pod uwagę niewłaściwy, uwierający ubiór, zapalenie układu moczowego, obecność pasożytów przewodu pokarmowego. U starszego dziecka masturbacja jest jednak zwykle łatwa do rozpoznania.
Daleka jest jednak od jednolitego charakteru, raczej wyróżnia się wspomniane wyżej 3 podtypy w zależności od pełnionej funkcji i mechanizmu, w jakim powstaje. Masturbacja rozwojowa powstaje w trakcie prawidłowego rozwoju dziecka.
Masturbację rozwojową obserwuje się na przykład u leżakujących dzieci, które kierują rękę w okolice krocza. Polega ona na rytmicznym drażnieniu za pomocą dłoni bądź jakiegoś narzędzia własnych zewnętrznych narządów płciowych bądź też na ocieraniu się rzeczoną okolicą ciała o przedmioty. Odbywa się zwykle wedle powtarzalnego schematu. Widać, że zachowanie dziecka prowadzi do zapewnienia sobie przyjemności, jednakże dziecko odczuwa tę przyjemność inaczej, niż osoba dorosła. Zapytane, dlaczego podjęło taką aktywność, opisuje ją jako dobrą, miłą, fajną, gilgoczącą. Nie spełnia ona przy tym żadnej innej funkcji. Ma charakter przemijający. Nie prowadzi do uszkodzenia ciała i jest w związku z tym nieszkodliwa. Znajduje się w obrębie rozwojowej normy seksuologicznej (wedle Marii Beisert w normie leży zachowanie umożliwiające realizowane związanych z obecnym okresem rozwoju zadań rozwojowych, należące do zbioru zachowań charakterystycznych dla wieku, w którym znajduje się dziecko, dobrowolne, nie występujące pomiędzy osobami różniącymi się wiekiem, nie zagrażające zdrowiu, uwzględniające normy kulturowe czy społeczne).
Z uwagi na rozwojowy charakter ten rodzaj masturbacji nie wymaga żadnej interwencji medycznej. W przypadku rodziców zgłaszających się po poradę lekarską z powodu masturbacji rozwojowej zalecane jest przeprowadzenie odpowiedniej psychoedukacji oraz uspokojenie opiekunów dziecka, często reagujących na zaobserwowane zachowanie potomka w sposób lękowy, opisujących aktywność typową dla danego okresu rozwojowego w kategoriach perwersji bądź uzależnienia. Zaleca się wręcz zniechęcanie rodziców do podejmowania interwencji wobec dziecka, choć niekiedy jednak podejmuje się pewne działania. Po zidentyfikowaniu czynników wyzwalających takie zachowania ogranicza się kontakt z rzeczonymi czynnikami. Jako przykład podać można pasy w foteliku, w którym podróżuje dziecko. Pacjent musi również otrzymać informację o nieakceptowaniu takich aktywności w miejscach czy sytuacjach publicznych. Można też próbować zająć dziecko inną aktywnością, wiążącą się z atrakcyjniejszą dla dziecka nagrodą. Odradza się natomiast karanie dziecka, które podtrzymuje nieakceptowane przez opiekunów zachowania dziecka, a także może doprowadzić do zmiany mechanizmu masturbacji. W literaturze podnosi się problem często stosowanych nieprofesjonalnych i wręcz krzywdzących interwencji podejmowanych wobec masturbującego się dziecka.